# José Carlos (football, 1987)
Pour les articles homonymes, voir José Carlos et José Carlos Fernández (homonymie).
José Carlos Fernández Vázquez dit José Carlos est un footballeur espagnol, né le 17 juillet 1987 à Minas de Ríotinto en Espagne. Il évolue au poste d'attaquant.

## Palmarès
- FC Séville
  - Vainqueur de la Coupe d'Espagne : 2010